# スーパー・ツインズ
『スーパー・ツインズ』（英語: Super Twins）は、フィリピンGMAネットワークで2007年2月12日から2007年6月1日まで放送されたテレビドラマ。
| スタブアイコン | サブスタブ | この項目は、まだ閲覧者の調べものの参照としては役立たない、テレビ番組に関連した書きかけの項目です。この項目を加筆・訂正などしてくださる協力者を求めています（P:テレビ/PJ:放送または配信の番組）。 |